# Шиндлер, Иоганн Йозеф

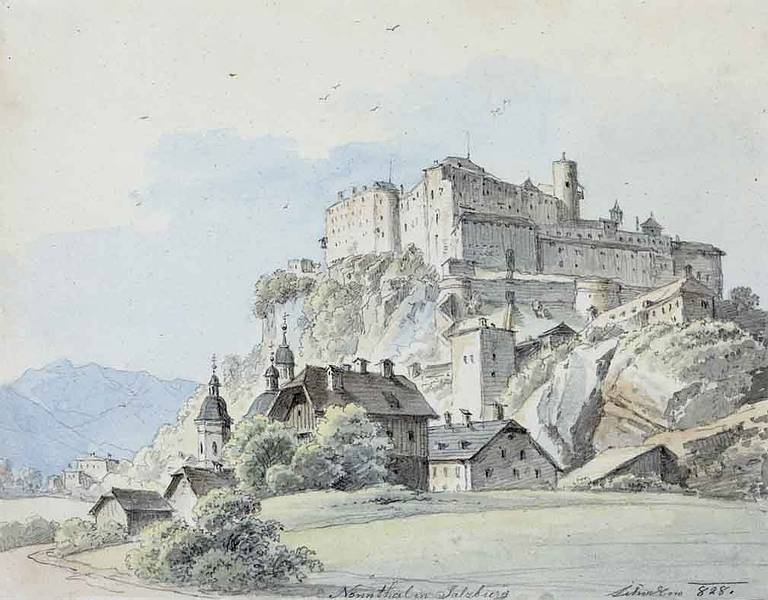
Зальцбургский пейзаж, 1828

Иоганн Йозеф Шиндлер (нем. Johann Josef Schindler; 28 июля 1777, Санкт-Пёльтен — 22 июля 1836, Вена) — австрийский художник, график, гравёр.

## Биография
Образование получил в Венской академии изобразительных искусств, ученик Иоганна Христиана Бранда.
После окончания академии в 1810 году работал учителем рисования академии Св. Анны, позже придворным художником.
В 1818 году был принят в члены Венской академии. Между 1822 и 1834 годами совершил несколько творческих поездок в северную Италию и Зальцкаммергут.
Умер в пригороде Вены.
Его сын Карл Шиндлер также был художником.

## Творчество

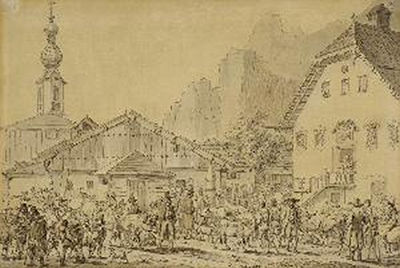
Ярмарка в Сан-Гильдене

Иоганн Йозеф Шиндлер был прежде всего пейзажистом, отличавшимся талантом топографически точной передачи объектов, изображаемых на своих картинах. Кроме того, он также автор ряда портретов, жанровых полотен, картин на религиозные и батальные темы.
И. Й. Шиндлер был также прекрасным рисовальщиком и гравером. Работал в качестве литографа в нескольких издательствах Вены, создал и издал несколько альбомов с сериями пейзажей и военных сцен.
Сейчас картины художника находятся в Галерее Бельведер в Вене, музеях Зальцбурга, городов Нижней Австрии (в том числе Санкт-Пёльтена).